# Liste des Bœuf Gras au Carnaval de Paris
Liste des Bœufs Gras parus lors de la Promenade du Bœuf Gras au Carnaval de Paris et dates de leurs défilés. Dans le cas où plusieurs Bœufs Gras sortent la même année, la précision apparaît.

## Premiers défilés connus et apogée de la fête: 1739-1870
- 4 et 5 février 1739 - Un groupe de garçons bouchers,

le mercredi 4, avec un Bœuf Gras
et des bouchers, le 5, jeudi gras,
avec un autre Bœuf Gras.
- 1789
- 1790 à 1804 inclus, pas de Bœuf Gras.
- 6, 7 et 8 ventôse, an XIII (1805)[2]
- 1806[3]
- Février 1807[3]
- Février 1812[4]
- 27 février 1816[5]
- 17 février 1817[6]
- 3 février 1818[7]
- 23 février 1819[8]
- 19 février 1822[9] :
- Dimanche 29 février, lundi 1er et mardi 2 mars 1824 un Bœuf Gras dont le poids est de 2 410 livres, la hauteur de cinq pieds cinq pouces six lignes[10].
- 14 février 1825[11]
- 1er et 3 mars 1829[12] Deux Bœufs Gras pesant chacun 2600 livres, l'un promené le dimanche gras, l'autre le mardi gras.
- 9 et 11 février 1834[13] Un Bœuf Gras pèsant 2500 livres environ, mesurant 5 pieds 6 pouces de hauteur, 11 pieds de longueur et 10 pieds de circonférence[14].
- 1er et 3 mars 1835[15]
- 2 et 4 février 1845 - Le père Goriot, 1 970 kg[16].
- 1846 – Dagobert

Longueur, du sommet de la tête à l'extrémité de la croupe, 2,85 m,
Hauteur au garrot, 1,75 m, circonférence au sternum, 3,02 m,
Poids : 1 975 kg.
- 1847 – Monte-Cristo

Hauteur au garrot, 1,66 m, hauteur à la croupe, 1,70 m
Longueur de la tête à la queue, 2,77 m
Circonférence, 3,70 m, poids 950 kg
- 1848 – Pas de défilé du Bœuf Gras.
- 1849 – Californien défile à Versailles[19],[20].
- 1850 – César défile en banlieue de Paris.
- 2 et 4 mars 1851 – Reprise de la fête à Paris, après trois ans d'interruption[21]. 3 Bœufs Gras participent à celle-ci[22] :

Liberté, 1 750 kg,
Le Champi
Le Californien.
- 20 et 22 février 1852 – Apis[24], nommé finalement Manlius[25].
- 6 et 8 février 1853 – 3 Bœufs Gras :

Père-Tom,,
Shelby,
Saint-Clare.
- 26, 27 et 28 février 1854 – 4 Bœufs Gras :

Porthos,
Athos,
Aramis,
d'Artagnan
- 18, 19 et 20 février 1855 – Bosco, 1 325 kg[29].
- 3, 4 et 5 février 1856 – 6 Bœufs Gras :

Sébastopol, longueur 2,70 m, hauteur 1,70 m, poids 1 330 kg,
Malakoff, longueur 2,60 m, hauteur 1,72 m, poids 1 320 kg,
Bomarsund, longueur 2,50 m, hauteur 1,72 m, poids 1 270 kg,
et 3 autres Bœufs Gras.
- 22, 23, 24 février 1857 – 6 Bœufs Gras[30] :

Duc-Guillaume,
Progrès,
Succès,
Qu'en-dira-t-on,
Prétendant.
Sarlabot 1 005 kg
- 14, 15 et 16 février 1858 – 4 Bœufs Gras :

Léviathan, âgé de cinq ans, taille 1,75 m, poids 1 390 kg,
Sarlabot, bœuf sans cornes, poids 965 kg.
Dalila, âgé de cinq ans, taille 1,58 m, poids 1 010 kg,
Favori, âgé de 4 ans et demi, taille 1,60 m, poids 1 060 kg,.
- 6, 7 et 8 mars 1859 – 3 Bœufs Gras :

Bastien hauteur 1,67 m au garrot, longueur 2,88 m, poids 1 225 kg
Lombard
Turin
- 19, 20 et 21 février 1860 - 5 Bœufs Gras[39] :

Solferino, 1 090 kg,
Magenta, 1 050 kg,
Palestro, 1 330 kg,
Zurich, 1 030 kg,
Villafranca, 960 kg.
- 10, 11 et 12 février 1861 – 5 Bœufs Gras[40]  :

Pékin, long de 2,60 m, poids : 1 280 kg,
Qu'en-dira-t-on, 2,70 m, 1 340 kg,
Shang-Haï, 2,60 m, 1 270 kg.
dont 2 n'ont pas défilés :
Lustucru
Cultivateur
- 2, 3 et 4 mars 1862 – 6 Bœufs Gras :

La Vera-Cruz,
Mexico,
Saïgon,
Bien-Hoa,
Grand-Bassam,
Tu-vas-me-l'payer,.
- 15, 16 et 17 février 1863 – 6 Bœufs Gras :

Le Pied qui r'mue, 1 060 kg,
Rothomago, 1 035 kg,
Le Franc-Picard, 1 100 kg,
Le Bossu, 1 135 kg,
Conty,
Lalla-Roukh.
- 7, 8 et 9 février 1864 – 6 Bœufs Gras[45] :

Victorieux, 1 200 kg,
Charmant, 1 110 kg,
Bonhomme, 1 160 kg,
Montjoie, 1 130 kg,
Aladin, 1 180 kg,
Frégate, 1 170 kg.
- 26, 27 et 28 février 1865 – 8 Bœufs Gras[46] :

Bataclan
Capitaine Henriot
Maitre Guérin, 1 305 kg
le Vieux Garçon, 1 240 kg
le Petit Journal
le Grand journal
le Journal
Mon Journal
- 11, 12 et 13 février 1866 – 4 Bœufs Gras[47] :

Beau-Nivernais, 1 360 kg
les Nouvelles, 1 330 kg
la Tremblade, 1 310 kg
l'Évènement, 1 350 kg
- 3, 4 et 5 mars 1867 – 6 Bœufs Gras :

la Lune, 1 550 kg
le Grand-Gymnase
Sardanapale
Freyschütz
Orphée
le Diable-Boiteux.
- 23, 24 et 25 février 1868 – 4 Bœufs Gras[50],[51] :

La Nièvre, 1 361 kg,
Mignon, 1 355 kg,
Le Lutteur masqué, 1 480 kg,
Paul Forestier, 1 311 kg.
- 8, 9 et 10 février 1869 – 3 Bœufs Gras :

Théodoros, 1 468 kg,
Chilpéric
Tulipatan, 1 281 kg.
- 28 février 1870 – 4 Bœufs Gras :

Le Tremblay, 1 320 kg,
Port-Saïd, 1 340 kg,
Le Beau Normand, 1 410 kg,
Amurat IV.
- 1871 à 1895 inclus, pas de défilés du Bœuf Gras.

### Renaissance du cortège: 1896-1951
- 16, 17 et 18 février 1896 – 3 Bœufs Gras[56].
- 28 février, 1er et 2 mars 1897 – 3 Bœufs Gras :

Champignol, 1 140 kg,
Messidor, 1 019 kg,
Don Juan, 1 200 kg,.
- 1898, 1899 – pas de défilés du Bœuf Gras.
- 25 février 1900 - Vitellius[59], 1 500 kg[60].
- 1901 – pas de défilé du Bœuf Gras.
- 6 mars 1902 – Le Bœuf Gras du marché Lenoir dans le 12e arrondissement de Paris[61].
- 16 mars 1902 – Un Bœuf Gras dans le quartier de la Villette 1 200 kg[62].
- 29 mars 1903 – Théodoros II[63] 1 470 kg[64].
- 27 mars 1904 – Vercingétorix
- 9 avril 1905 – Romulus, 1 450 kg[24].
- 1er avril 1906 - Atlas, 1 585 kg[65].
- 1907 – 2 Bœufs Gras à 2 dates différentes :

10 février – Bœuf Gras de la Rive gauche (abattoirs de Vaugirard) : Vaugirard 1er.
14 avril – Bœuf Gras de la Rive droite (abattoirs de la Villette) : Givrillot (1 750 kg).
- 26 avril 1908 – Dunois 1er, 1 725 kg[68],[69].
- 1909 à 1912 inclus, pas de défilés du Bœuf Gras.
- 27 février 1913 - Apis[70],[71].
- 19 mars 1914 – d'Artagnan, Bœuf Gras en carton, défile pour la Mi-Carême.
- 1915 à 1923 inclus, pas de défilés du Bœuf Gras.
- 22 mars 1924 – Charlot et Charlotte (génisse), 2 autres bœufs et des moutons[72].
- 1925 – 1926, pas de défilés du Bœuf Gras.
- 24 mars 1927 – Un Bœuf Gras[73].
- 15 mars 1928 – Un Bœuf Gras[74].
- 1929 à 1933 inclus, pas de défilés du Bœuf Gras.
- 8 mars 1934 – Un Bœuf Gras[75].
- 1935, pas de défilé du Bœuf Gras.
- 19 mars 1936 – Charlot 1er[76].
- 1937 à 1950 inclus : pas de défilés du Bœuf Gras.
- 27 mai 1951 – Le Bœuf 1951, 1 000 kg[77].
- 20 avril 1952 – Un Bœuf Gras sans nom[78].
- 1953 à 1995 inclus : pas de défilés du Bœuf Gras.

### Deuxième renaissance du cortège: à partir de 1998
- 7 juin 1998 – le Géant-Bœuf de Rafael Esteve, cortège de pré-carnaval[79].
- 27 septembre 1998 – Impatiente-Saint-Fargeau, 800 kg[80]. – Thème du Carnaval de Paris 1998 : L'Histoire.
- 26 septembre 1999 – Pimprenelle-Saint-Fargeau II, 120 kg[81]. – Thème : La culture et la communication.
- 27 février 2000 – Pimprenelle-Saint-Fargeau II[82]. – Thème : L'espace, le temps.
- 25 février 2001 – Pimprenelle-Saint-Fargeau II[83]. – Thème : L'amour (union, amitié, lien...).
- 10 février 2002 – Pimprenelle-Saint-Fargeau II[84]. – Thème : Le soleil et la lumière.
- 2 mars 2003 – Pimprenelle-Saint-Fargeau II et un bélier charolais[85]. – Thème : Le vice et la vertu.
- 22 février 2004 – Pimprenelle-Saint-Fargeau II et son veau Volt 5[86]. – Thème : Le monde animal et végétal.
- 6 février 2005 – Pimprenelle-Saint-Fargeau II[87]. – Thème : Les mille et une nuits.
- 26 février 2006 – Pimprenelle-Saint-Fargeau II[88] – Thème : Le Bœuf dans tous ses états.
- 18 février 2007 – Pimprenelle-Saint-Fargeau II[89]. – Thème : Les cinq continents.
- 3 février 2008 – Pimprenelle-Saint-Fargeau II[90]. – Thème : La ronde des Beaux-Arts.
- 22 février 2009 – Colin-Saint-Fargeau III[91]. – Thème : Le Carnaval cosmique, astronautes et extra-terrestres.
- 14 février 2010 – Esméralda-Saint-Fargeau IV[92]. – Thème : L'Amour.
- 6 mars 2011 – Pimprenelle, deuxième du nom[93]. – Thème : La Ronde des fleurs.
- 19 février 2012 – Pimprenelle, deuxième du nom[94]. – Thème : L'Arche de Noé.
- 10 février 2013 – Pimprenelle, deuxième du nom[95]. – Thème : le Monde des Jouets.
- 2 mars 2014 – Pimprenelle, deuxième du nom. – Thème : Fées, trolls et compagnie.
- 2015 - 2018 – Absence de la vache.